# Aleksandra Skochilenko
Aleksandra Jur'evna Skočilenko nota cone Sasha Skochilenko, in russo Александра Юрьевна Скочиленко?, (Leningrado, 13 settembre 1990) è un'artista e attivista russa, arrestata nell'aprile 2022 per aver distribuito messaggi contro la guerra a San Pietroburgo. Amnesty International ha dichiarato Skochilenko prigioniera di coscienza, l'organizzazione per i diritti umani Memorial l'ha riconosciuta come prigioniera politica e la BBC l'ha inclusa nella sua lista delle 100 donne nel 2022. Nel novembre 2023, Skochilenko è stata condannata a sette anni di carcere ai sensi della legge russa di censura del 2022 (detta sulle fake news militari e il "discredito dell'esercito"), utilizzata spesso per colpire chi critica il governo specie in relazione al comportamento dell'esercito nel conflitto russo-ucraino, per il reato di aver diffuso "false informazioni militari".
È stata rilasciata ad Ankara il 1º agosto 2024, dopo aver scontato 2 anni e 4 mesi, nell'ambito di un complesso scambio internazionale di prigionieri. Analizzando l'evento per la CNN, Nathan Hodge ha scritto che l'esperienza di Skochilenko "ha messo a nudo l'assurdità delle draconiane leggi russe sui media in tempo di guerra".

## Biografia
Skochilenko è nata nel 1990 a San Pietroburgo, allora ancora Leningrado. Ha frequentato la facoltà di arte e scienze liberali dell'Università statale di San Pietroburgo, laureandosi con lode in antropologia. È illustratrice, pittrice, poetessa, scrittrice, cantante e musicista. Nel 2014 ha scritto e illustrato il libro Книга о депрессии, successivamente tradotto in inglese da Ema Čulik col titolo A book about Depression, che ha contribuito ad affrontare i pregiudizi legati al tema della salute mentale in Russia, parlando della propria esperienza e del ricovero in ospedale nel 2007. In seguito ha lavorato ad altri libri illustrati su argomenti simili. Ha una sorella che vive in Francia. Negli anni universitari ha lavorato come giornalista per le pubblicazioni studentesche, e in seguito come baby sitter e operaia di riparazioni domestiche.
Unitasi alle manifestazioni di protesta contro l'invasione russa dell'Ucraina, il 3 marzo 2022 fu arrestata nel centro di San Pietroburgo e detenuta per la notte, ricevendo una multa di 10 000 rubli.
Quale ulteriore forma di protesta contro la guerra e di sensibilizzazione dell'opinione pubblica sanpietroburghese, sostituì le etichette dei prezzi di alcuni prodotti in un supermercato cittadino con targhette che veicolavano messaggi sulla guerra in corso, criticando le azioni delle forze armate russe con messaggi del tipo: «Le forze russe hanno distrutto l'80% di Mariupol. Per cosa?», «Persone che conosco si nascondono dalle bombe russe nella metropolitana. Nessuno di loro è nazista. Fermate la guerra» e «L'esercito russo ha bombardato una scuola d'arte a Mariupol dove circa 400 persone cercavano rifugio dai bombardamenti» o «Mio nonno non ha combattuto quattro anni nella Seconda guerra mondiale affinché la Russia diventasse uno Stato fascista e invasore». Le cifre delle notizie censurate in Russia le furono fornite da amici ucraini su internet. Negli anni precedenti aveva trascorso infatti un periodo in Ucraina e insegnato arte come volontaria.
Il 31 marzo fu arrestata per aver compiuto tali azioni dimostrative sotto casa di un amico, su denuncia di una cliente del supermercato, una pensionata di 76 anni sostenitrice del governo, e incarcerata per otto settimane in attesa di giudizio in un centro di detenzione preventiva di San Pietroburgo (SIZO 5 Arsenalka), con l'accusa di aver diffuso false notizie mossa da «odio politico verso la Russia», custodia cautelare poi prorogata di volta in volta.
Se fosse stata giudicata colpevole ai sensi della legge sulle false notizie recentemente introdotta nel Paese, Skochilenko avrebbe rischiato una pena detentiva di dieci anni. In una lettera dal carcere dell'aprile del 2022, Skochilenko ha scritto: «È successo che rappresento tutto ciò verso cui il regime di Putin è così intollerante: creatività, pacifismo, LGBT, psico-educazione, femminismo, umanesimo e amore per tutto ciò che è brillante, ambiguo e insolito».

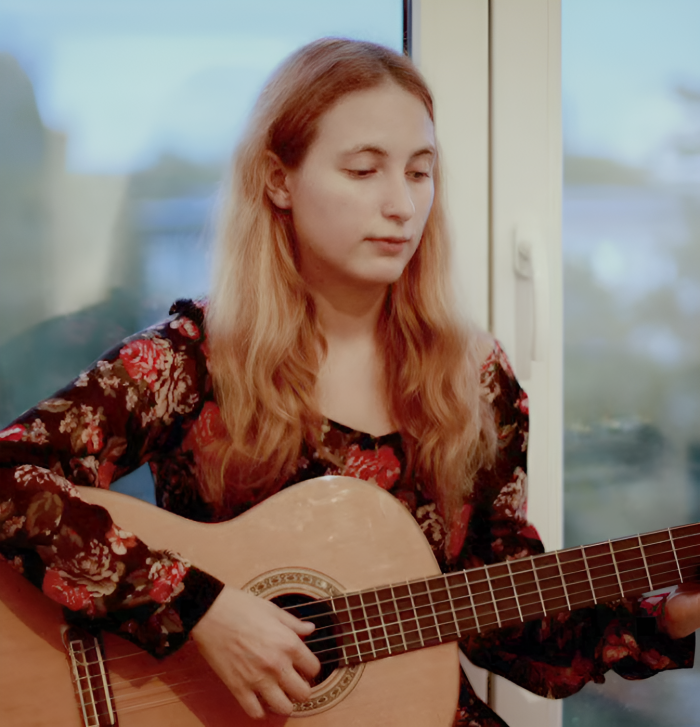
Skochilenko nel 2022 (fotografia pubblicata nel novembre 2024)

Durante questo periodo, gruppi per i diritti civili hanno espresso preoccupazione per le condizioni della sua detenzione, dal momento che Skochilenko è affetta da una cardiopatia congenita, da disturbo bipolare e disturbo da stress post-traumatico, e dalla malattia celiaca, per la quale avrebbe bisogno di seguire una dieta priva di glutine che non le è stata somministrata con costanza. In conseguenza di ciò, durante la detenzione ha manifestato un significativo dimagrimento. È stata anche ripetutamente minacciata dalle guardie o da altri detenuti, e le sono state negate pause durante le udienze del processo per andare in bagno, bere, mangiare e assumere i farmaci o cambiare le batterie del monitor cardiaco. Inoltre, alla sua compagna (malata di cancro) è stato negato il diritto di farle visita in carcere per un anno, in quanto iscritta nel registro dei testimoni. All'inizio di giugno 2022, è stata temporaneamente trasferita in un ospedale psichiatrico, dove il personale si è rifiutato di curarla per dolori addominali e si è rifiutato di condividere informazioni sulle sue condizioni con il suo avvocato e la sua partner. È stata sottoposta a numerose valutazioni psichiatriche che l'hanno riconosciuta capace di intendere e volere, evitando il ricovero forzato con trattamento obbligatorio.
Sempre nel giugno del 2022, Memorial l'ha designata come una prigioniera politica, mentre Amnesty International l'ha indicata come prigioniera di coscienza.
Il 30 giugno il Centro per la lotta all'estremismo del Ministero degli Interni russo ha pubblicato un rapporto in cui si afferma che Skochilenko era membro di Ottava Iniziativa, 
un "gruppo femminista di protesta radicale". Skochilenko ha negato di essere a conoscenza del gruppo. In seguito a tali affermazioni, la corte ha esteso la sua detenzione preventiva fino a settembre.
Il periodo di custodia cautelare è stato progressivamente esteso, di rinvio in rinvio, fino alla data del processo, fissato per aprile. Nel frattempo fu detenuta in una cella con altre 16 persone. A luglio è stata intervistata da Radio Free Europe/Radio Liberty, dichiarando di essere forzata, con le compagne di cella, a pulire la cella tre volte al giorno da parte di una detenuta anziana in buoni rapporti con la direzione, e di avere accesso solo a film di guerra e a notizie filogovernative sull'andamento dell'invasione dell'Ucraina. Dopo di ciò è stata trasferita per un periodo in infermeria a causa del deterioramento delle sue condizioni fisiche, dopo la relazione della gastroenterologa e della cardiologa del carcere che suggerì la possibile installazione di pacemaker, poi in una cella per due persone. Le ripetute richieste di arresti domiciliari per motivi medici furono invece respinte.
Il processo iniziò il 1° aprile 2023. Il perito nominato dal tribunale per giudicare se effettivamente i cartellini costituivano dei "falsi" sostenne che il caso fosse inconsistente poiché Skochilenko era in buonafede, ma venne rimosso, e la difesa chiese l'assoluzione. Nella dichiarazione finale prima della sentenza, Skochilenko ha detto, rivolgendosi alla giudice Oksana Demjasheva e al procuratore, di ritenere il procedimento "bizzarro e ridicolo", come un "pesce d'aprile", al punto che perfino i dipendenti della prigione, il giudice istruttore e diversi "sostenitori dell'operazione militare speciale" si sarebbero meravigliati, e ribadì la propria avversione alla violenza, contestando l'affermazione del pubblico ministero che aveva definito le sue azioni "estremamente pericolose per la società e lo stato".
Il 16 novembre 2023, Aleksandra Skochilenko è stata condannata a sette anni di prigione in colonia penale da un tribunale di San Pietroburgo (a fronte di otto chiesti dall'accusa) per aver sostituito le targhette dei prezzi del supermercato con slogan anti-guerra, atto ritenuto "falsa informazione militare". La sentenza, a porte aperte, è stata contestata dal pubblico presente che gridò ripetutamente "vergogna" all'indirizzo dei magistrati.

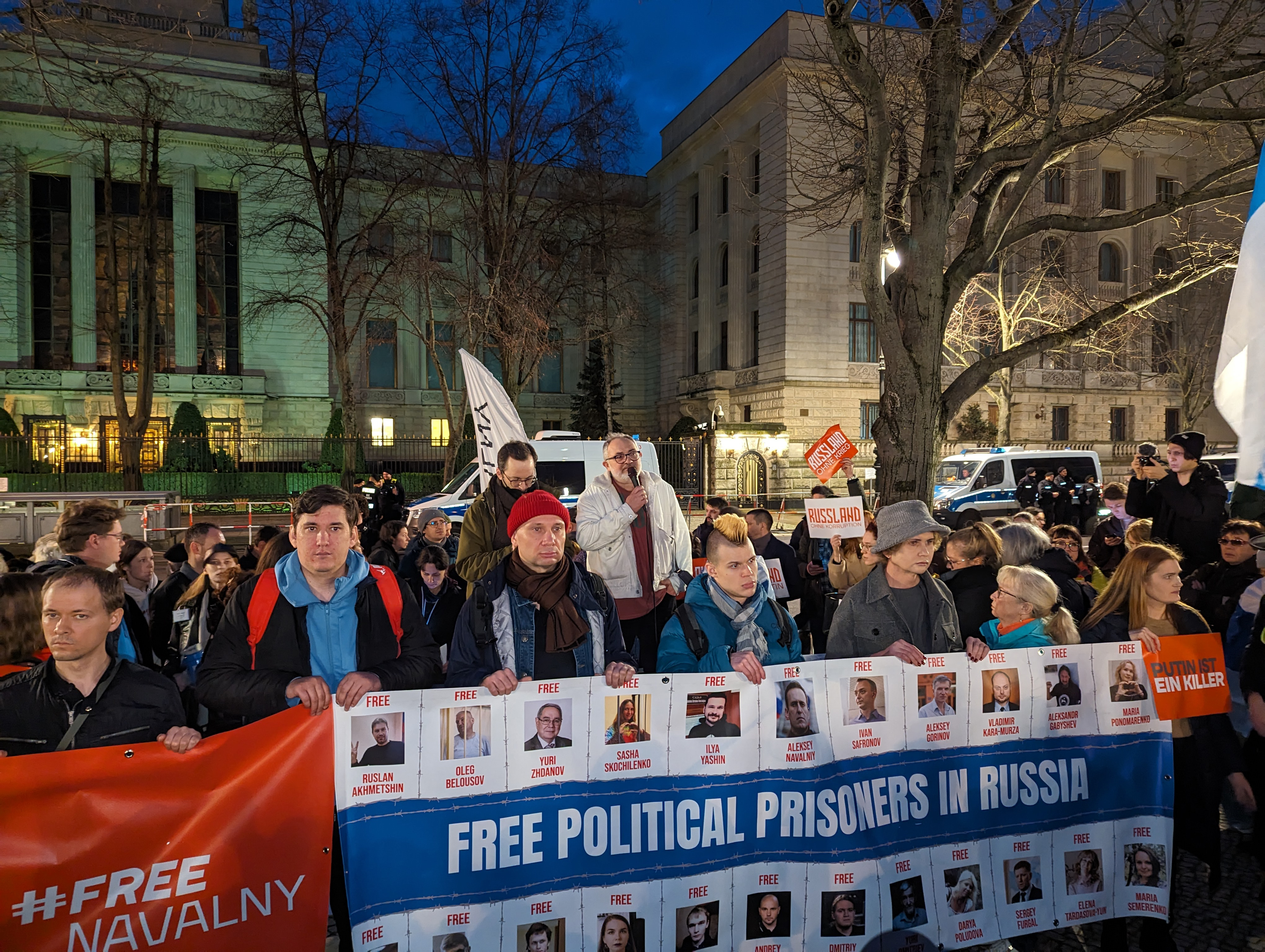
Manifestazione a Berlino per i prigionieri politici russi tra cui Skochilenko, dopo la morte di Aleksej Naval'nyj, febbraio 2024

L'associazione dei medici russi, in una lettera aperta, chiese poco dopo direttamente a Putin di rilasciare immediatamente Sasha Skochilenko per gravi motivi di salute, poiché la permanenza in prigione o il trasferimento in colonia penale costituiva un rischio consistente per la sua vita, 169.000 persone firmarono una petizione, e si tennero diverse manifestazioni nel mondo tra cui una protesta sotto il consolato russo di New York. Anche l'Unione europea chiese il suo rilascio assieme ad altri detenuti politici. La costumista Ksenia Sorokina, vincitrice della Maschera d'Oro per lo spettacolo Finist, il chiaro falco di Evgenija Berkovič e Svetlana Petrijčuk (anche loro vittime di un processo politico), ha donato a Skochilenko il proprio premio in denaro come supporto.

### Rilascio e asilo politico in Germania
La madre di Skochilenko, Nadezhda Skochilenko (che a giugno venne ascoltata in un'audizione al Comitato per i Diritti Umani della Commissione Esteri della Camera dei Deputati italiana e che dopo l'arresto della figlia si è trasferita a Parigi in seguito a minacce per la sua attività a favore di Sasha e degli altri prigionieri), temeva che le autorità avrebbero presentato ulteriori accuse contro sua figlia quando, il 30 luglio 2024, alcuni prigionieri politici sono stati trasferiti in nuove località non note. Ebbe un giorno di preavviso sul fatto che la figlia sarebbe stata rilasciata. Skochilenko in seguito riferì di essere stata prelevata dalla sua cella di San Pietroburgo da agenti dell'FSB, spostata senza spiegazioni a Lefortovo (Mosca) alcuni giorni prima e minacciata di morte da una guardia per aver chiesto cosa stesse succedendo. Ha detto: "Sembrava che fossimo stati portati fuori per essere uccisi".  Il 1º agosto 2024 Skochilenko è stata rilasciata all'aeroporto di Ankara in Turchia nell'ambito dello scambio di prigionieri russi del 2024 tra Federazione Russa e Stati Uniti con altri paesi occidentali. Con lei furono rilasciati altri 15 prigionieri tra cui importanti politici d'opposizione tra cui Il'ja Jašin e Vladimir Kara-Murza, le due collaboratrici di Navalny Ksenija Fadeeva e Lilija Čanyševa, i due reporter russo-statunitensi Evan Gershkovich e Alsu Kurmasheva, e il militare statunitense Paul Whelan. Skochilenko è stata l'unica russa senza doppia cittadinanza o una militanza politica importante ad essere scambiata, come prigioniera di coscienza riconosciuta da Amnesty International.
La compagna di Skochilenko, Sonia Subbotina, confermò che Skochilenko si stava preparando a viaggiare da Ankara a Colonia in Germania con la maggior parte degli altri russi rilasciati.
È arrivata la stessa notte a Colonia ed è stata trattenuta in un ospedale di quarantena, dove tutti gli ostaggi ed ex prigionieri sono stati sottoposti ad analisi per identificare eventuali avvelenamenti. Sua madre disse: "Lei continua a credere che i miracoli siano possibili. Ha dimostrato che se si è gentili e a favore della pace, possono accadere cose buone".

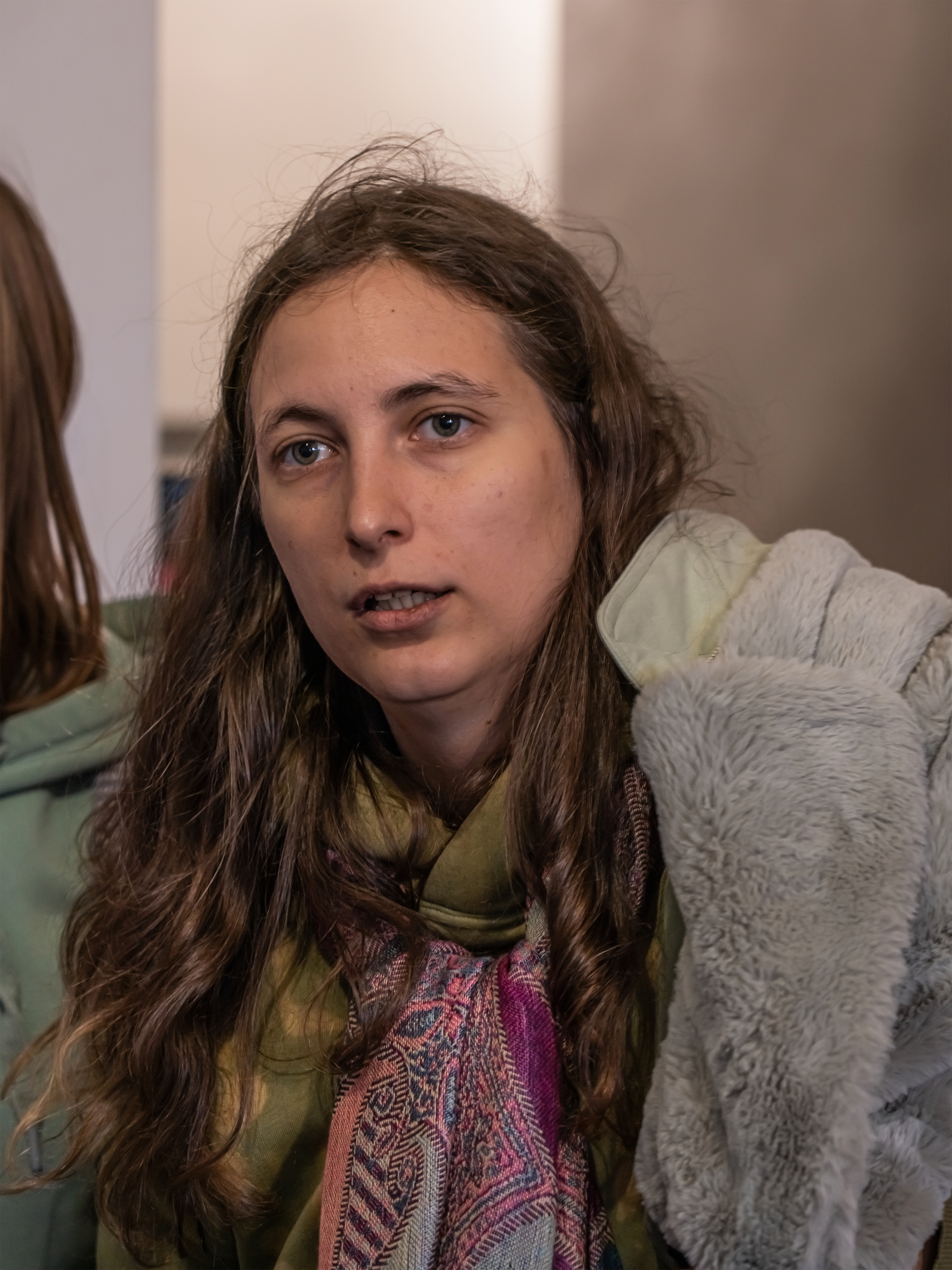
Sasha Skochilenko nel settembre 2024, pochi giorni dopo la liberazione

Ha ottenuto asilo politico dalla Germania e da allora risiede a Coblenza come rifugiata, continuando la sua attività. La sua storia ha ispirato due documentari della PBS: Putin's War at Home (2022), che racconta storie di dissidenti contro la guerra, e Sasha & Sonia: A Russian Love Story (2023). Nel 2022, il documentarista pietroburghese Vsevolod Korolev ha lavorato a un progetto dal titolo provvisorio "207.3" sugli imputati accusati nei casi di "false informazioni sull'esercito", realizzandone due su Sasha Skochilenko e Maria Ponomarenko, ma a luglio dello stesso anno venne arrestato ai sensi dello stesso articolo e condannato a 3 anni di prigione poi inaspriti in 7 anni.
In un'intervista al quotidiano italiano Avvenire la giovane artista ha portato all'attenzione il problema dei molti minorenni russi incarcerati con gli adulti per aver protestato e ha dichiarato «so di essere molto fortunata e mi sento in debito per l’attenzione ricevuta e ora devo condividere questa fortuna. Le persone muoiono in prigione. Io non avrei mai pensato che sarei stata oggetto di uno scambio. Sono una persona normale. Non sono Solzhenitsin, Sakharov o Bukovsky. Era un sogno ma mai avrei creduto si avverasse. È successo grazie a tutti quelli che si sono impegnati per sostenermi. Ancora grazie a coloro che mi hanno sostenuto. Mi avete regalato la vita». Dopo la liberazione ha detto che la Russia è stata per lei "come un partner abusivo tollerato troppo a lungo", non avendo intenzione di tornare a viverci stabilmente nemmeno se cadesse il governo attuale. Nonostante la grazia presidenziale, i suoi avvocati in Russia hanno fatto ricorso per ottenere l'assoluzione formale in appello, ma il tribunale ha riconfermato la condanna.
Nel 2025 ha illustrato la prima edizione in lingua russa del saggio del 1936 di Aldous Huxley What are you going to do about it? per la casa editrice tedesca Überbau e ha pubblicato un libro con le illustrazioni sulla sua vita in prigione realizzate negli ultimi anni.

## Premi e riconoscimenti
- BBC 100 Women (2022)
- Premio Internazionale Václav Havel per il Dissenso Creativo dell'Oslo Freedom Forum - Human Rights Foundation (2025)
- Laszlo Z. Bito Award for Humanitarian Service - Bard College di New York (2025)